# 渡辺穣 (実業家)
渡辺 穣（わたなべ ゆたか、1945年7月15日- ）は、日本の経営者。住友大阪セメント社長を務めた。

## 来歴・人物
京都府京都市出身。1969年に慶應義塾大学経済学部を卒業し、同年にチッソに入社した。1974年1月に住友セメント(のちの住友大阪セメント)に転じ、2002年6月に取締役に就任し、2004年6月に常務を経て、2006年6月に社長に就任。2011年1月に会長に就任。